# Милка Ефтимова
Милка Ефтимова (на македонска литературна норма: Милка Ефтимова) е известна северномакедонска оперна певица и педагожка. Тя е първенка на Македонския народен театър, редовен професор във Факултета за музикално изкуство в Скопския университет.

## Биография

### Ранни години и образование
Родена е на 26 февруари 1936 година в Радовиш, тогава в Югославия. Неин дядо е българският революционер, радовишки околийски войвода на Вътрешната македоно-одринска революционна организация Петруш Поплазаров. Музикалният талант на Милка Ефтимова е открит още в ранните ѝ години. Започва да пее още като малка. Музикалният ѝ талант е открит в прогимназията от учителката по музика, която я напътства да превърне музката в кариера. В 1956 година започва да учи в Средното музикално училище в Скопие. След конкурс в Загреб от 1956 година, на който Милка Ефтимова получава трета награда, тя става една от първите солови певици в Социалистическа република Македония, които са отличени в професионален музикален конкурс. В Загреб се опитват да я привлекат, за да продължи музикалната си кариера там, но тя се връща в Скопие. След като завършва Средното музикално училище заминава за Любляна, където постъпва в Музикалната академия в словенската столица в калса на известния педагог и солист на Виенската опера, професор Юлиус Бетето. Ефтимова се дипломира с отличие на 6 юни 1960 година.

### Изпълнителска кариера
Милка Ефтимова започва кариерата си като солистка в Хора на Словенската филхармония в май 1961 година, където постъпва под диригентството на Ловро фон Матачич. С него Ефтимова изпълнява „Кармен“ във Виена. След това си участие Матачич ѝ предлага ангажимент с операта кармен във Франкфурт. Като стипендиантка на Скопската опера, Ефтимова се завръща в Скопие и през есента на 1961 година става солистка в операта на Македонския национален театър в Скопие. На тази сцена Ефтимова играе в най-известните опери, сред които „Трубадур“, „Кавалерия Рустикана“, „Мадам Бътерфлай“, „Орфей и Евридика“ и други. Там Ефтимова работи под диригентството на известните Фимчо Муратовски и Ладислав Перлдик. На втората фестивална година от Охридското музикално лято се изявява като солист в кантатата „Величание“ на Тодор Скаловски.
В 1966 година заминава на специализация в Италия като стипендиантка на правителството на Република Македония. Там Ефтимова получава награда за сценично изпълнение. Римските рецензенти забелязват таланта на Ефтимова и тя за кратко време участва в 21 изяви. Ефтимова има изяви в Русия, Китай, Германия, Австрия и Италия. След многократни покани Ефтимова започва да работи в Люблянската опера в 1967 година. Завръща се в Скопие в 1978 година като първенка на Операта към Македонския национален театър. Ефтимова е единствената певица от Република Македония, която гостува на главната сцена на Пражката държавна опера. Слиза от оперната сцена в ноември 1991 година. В многогодишната си кариера има множество изяви из целия свят.

### Педагогическа дейност
След като слиза от оперната сцена Ефтимова се посвещава на педагогическа дейност. Става редовен професор във Факултета за музикално изкуство в Скопския университет и учителка в Музикално-балетния училищен център в Скопие, както и в Средното музикално училище в Щип. Подготвя музиканти, които сама избира от музикалните училище, в които преподава. Сред нейните ученици са видни изпълнители от Република Македония, сред които Весна Гиновска, Павлина Новакова, Цветан Павлов, Ристе Велков и други.